# Järsnäs socken
Järsnäs socken i Småland ingick i Tveta härad, ingår sedan 1971 i Jönköpings kommun i Jönköpings län och motsvarar från 2016 Järsnäs distrikt.
Socknens areal är 90,21 kvadratkilometer, varav land 74,10. År 2000 fanns här 536 invånare. Kyrkbyn Järsnäs med sockenkyrkan Järsnäs kyrka ligger i socknen. 

## Administrativ historik
Järsnäs socken har medeltida ursprung.
Vid kommunreformen 1862 övergick socknens ansvar för de kyrkliga frågorna till Järsnäs församling och för de borgerliga frågorna till Järsnäs landskommun. Denna senare inkorporerades 1952 i Lekeryds landskommun som 1971 uppgick  i Jönköpings kommun.  Församlingen uppgick 2006 i Lekeryds församling.
1 januari 2016 inrättades distriktet Järsnäs, med samma omfattning som församlingen hade 1999/2000.  
Socknen har tillhört samma fögderier och domsagor som Tveta härad. De indelta soldaterna tillhörde Jönköpings regemente, Västra härads kompani och Smålands grenadjärkår, Jönköpings kompani.

## Geografi
Järsnäs socken ligger öster om Huskvarna kring Huskvarnaån och sjöarna Stora Nätaren och Lilla Nätaren och i gränsen i nordväst Ylen. Socken är kupera bergig skogsbygd med höjder som når 323 meter över havet i norr.

## Fornlämningar
Här finns gravrösen och fem gravfält och domarring från bronsåldern och äldre järnåldern samt ett gravfält från yngre järnåldern vid kyrkbyn.

## Namnet
Namnet (1336 Järpsnäs ) kommer ursprungligen från en gård. Förleden är sannolikt mans(bi)namnet Järp Efterleden är -näs.
Namnet skrevs före 1902 även Jersnäs socken.

### Fotnoter
1. 1 2  Svensk Uppslagsbok andra upplagan 1947–1955: Järsnäs socken
2. 1 2  Harlén, Hans; Harlén Eivy (2003). Sverige från A till Ö: geografisk-historisk uppslagsbok. Stockholm: Kommentus. Libris 9337075. ISBN 91-7345-139-8
3. ↑  ”Församlingar”. Statistiska centralbyrån. https://www.scb.se/hitta-statistik/regional-statistik-och-kartor/regionala-indelningar/forsamlingar/. Läst 30 december 2022.
4. ↑  Administrativ historik för Järsnäs socken (Klicka på församlingsposten). Källa: Nationella arkivdatabasen, Riksarkivet.
5. ↑  Indelta soldater, torp och rotar i Jönköpings län Arkiverad 24 januari 2012 hämtat från the Wayback Machine. Jönköpingsbygdens Genealogiska Förening
6. 1 2  Sjögren, Otto (1931). Sverige geografisk beskrivning del 2 Östergötlands, Jönköpings, Kronobergs, Kalmar och Gotlands län. Stockholm: Wahlström & Widstrand. Libris 9939
7. 1 2 3  Nationalencyklopedin
8. ↑  Fornlämningar, Statens historiska museum: Järsnäs socken
9. ↑  Fornminnesregistret, Riksantikvarieämbetet: Järsnäs socken Fornminnen i socknen erhålls på kartan genom att skriva in sockennamn (utan "socken") i "Ange geografiskt område"
10. ↑  Mats Wahlberg, red (2003). Svenskt ortnamnslexikon. Uppsala: Institutet för språk och folkminnen. Libris 8998039. ISBN 91-7229-020-X. https://isof.diva-portal.org/smash/get/diva2:1175717/FULLTEXT02.pdf